# جان فاورو
جاناتان کولیا فاورو (انگلیسی: Jonathan Kolia Favreau؛ زادهٔ ۱۹ اکتبر ۱۹۶۶) بازیگر، کارگردان، تهیه‌کننده و فیلم‌نامه‌نویس آمریکایی است.
فاورو در مقام یک بازیگر در فیلم‌های رودی (۱۹۹۳)، پی‌سی‌یو (۱۹۹۴)، هوسران (۱۹۹۶)، اوضاع خیلی بد (۱۹۹۸)، تأثیر عمیق (۱۹۹۸)، جایگزین‌ها (۲۰۰۰)، بی‌باک (۲۰۰۳)، جدایی (۲۰۰۶)، چهار کریسمس (۲۰۰۸)، فرار زوج‌ها (۲۰۰۹)، دوستت دارم، مرد (۲۰۰۹)، گرگ وال استریت (۲۰۱۳) و آشپز (۲۰۱۴) حضور داشته‌است.
فاورو در مقام یک فیلم‌ساز به‌طور قابل توجهی با فرنچایز مارول کامیکس همکاری داشته‌است. او به‌ویژه برای همکاری با رابرت داونی جونیور و کارگردانی، تهیه‌کنندگی و بازی در نقش هپی هوگان در مرد آهنی (۲۰۰۸) مرد آهنی ۲ (۲۰۱۰) معروف است. او همچنین به‌عنوان تهیه‌کننده اجرایی یا بازیگر در فیلم‌های انتقام‌جویان (۲۰۱۲)، مرد آهنی ۳ (۲۰۱۳)، انتقام‌جویان: عصر اولتران (۲۰۱۵)، مرد عنکبوتی: بازگشت به خانه (۲۰۱۷)، انتقام‌جویان: جنگ ابدیت (۲۰۱۸)، انتقام‌جویان: پایان بازی (۲۰۱۹)، مرد عنکبوتی: دور از خانه (۲۰۱۹) و مرد عنکبوتی: راهی به خانه نیست (۲۰۲۱) حضور داشته‌است.
او در مقام کارگردانی بر ساخت فیلم‌های الف (۲۰۰۳)، زادورا: یک ماجرای فضایی (۲۰۰۵)، کابوی‌ها و بیگانگان (۲۰۱۱)، آشپز (۲۰۱۴)، کتاب جنگل (۲۰۱۶) و شیرشاه (۲۰۱۹) نظارت داشته‌است. فاورو سازندهٔ مجموعهٔ مندلورین (۲۰۱۹–اکنون) از جنگ ستارگان است که به‌طور انحصاری در دیزنی پلاس پخش می‌شود. او همچنین در مقام کارگردانی و تهیه‌کننده اجرایی مجموعهٔ اسپین‌آف کتاب بوبا فت فعالیت می‌کند. او فیلم‌هایی را تحت شرکت تولیدی خود، فایرویو انترتینمنت تولید می‌کند و همچنین مجموعهٔ تلویزیونی آشپزی شوی آشپز را پخش می‌کند.

## ابتدای زندگی
فاورو در فلاشینگ، کویینز، نیویورک به دنیا آمد. مادر او، مادلاین، معلم دبستانی بود که در سال ۱۹۷۹ از سرطان خون درگذشت و پدر او، چارلز فاورو نیز یکی از معلم مدارس خاص بود. مادرش یهودی-روسی بود و پدرش جزو افراد کاتولیک ایتالیا بود که ریشه‌ای فرانسوی-کانادایی داشتند. فاورو دوران مدرسه خود را در مدارس یهودی گذراند و مراسم بار میتزوا داشت.
فاورو در سال ۱۹۸۴ از دبیرستان برانکس فارغ‌التحصیل شد و در طول سال‌های ۱۹۸۴ تا ۱۹۸۷ در کالج کویینز درس خواند ولی بعد از آن سال ترک تحصیل کرد. او برای مدتی قبل از بازگشت یک ساله به کالج کویینز برای بیر استیرنز در وال استریت کار کرد و در تابستان ۱۹۸۸ به شیکاگو نقل مکان کرد تا آینده خود را در زمینه کمدی رقم بزند. وی در چندین تئاتر ابتکاری و بدیهه‌گویی در شیکاگو از جمله ایمپراو-المپیک و ایمپراو-انستیتو کار کرد و آموزش دید.

## زندگی حرفه‌ای

### آغاز دوران بازیگری حرفه‌ای
فاورو در زمان زندگی‌اش در شیکاگو، اولین پیشنهاد فیلم خود را در کنار شان آستین برای حضور در فیلم رودی (۱۹۹۳) در نقش مربی فوتبال دی-باب دریافت کرد. او در طول ضبط این فیلم در مدت کوتاهی با وینس وان آشنا شد. آن‌ها سپس با یکدیگر در سال ۱۹۹۴ در کنار جرمی پیون موفق به ساخت فیلم پی‌سی‌یو شدند. وی همچنین در یکی از قسمت‌های سریال کمدی موقعیت موفق ساینفلد در نقش اریک دلقکه (در قسمت "آتش") حضور یافت و پس از آن به لس آنجلس رفت؛ جایی که با فیلم ولگردها بازیگری و نمایشنامه‌نویسی خود را برای اولین بار به‌طور رسمی نشان داد. در سال ۱۹۹۷، او در یکی دیگر از بهترین مجموعه‌های کمدی موقعیت آن زمان یعنی فرندز حضور یافت و در طول چندین قسمت نقش دوست‌پسر میلیاردر مانیکا گلر را بر عهده گرفت که در صنعت تکنولوژی و بعدها در یواف‌سی کار می‌کرد.
او برای باری دیگر با جرمی پیون متحد شد تا در سال ۱۹۹۸ به بازی در فیلم اوضاع خیلی بد بپردازند. فاورو همچنین در سال بعد در فیلم راکی مارسیانو نقش اصلی را برعهده گرفت و در سال ۲۰۰۰ در فیلم عشق و سکس و در کنار فامکه یانسن حضور یافت. وی در همان سال در فیلم جایگزینی‌ها نقش آفرینی کرد و پس از آن در فیلم سوپرانوز به عنوان خودش در قسمت «دی-گرل» حضور یافت؛ کارگردان هالیوودی که از ایده‌های کریستوفر مولتیسانتی برای نوشتن نمایش‌نامه‌ها و فیلم‌نامه‌های خودش استفاده می‌کرد.
او برای یکی از قسمت‌های مجموعه اعلام‌نشده (در سال ۲۰۰۱ و در ژانر کمدی-درام) به عنوان کارگردان انتخاب شد و در فیلم بی‌باک که به وسیلهٔ استودیو مارول ساخته شد، به عنوان فاگی نلسون و در نقش یک وکیل برای مدت کوتاهی ظاهر شد. البته مدت زمان حضور وی در این اثر در نسخه ادیت‌شده و بلندتر آن به صورت قابل توجهی بیشتر بود. فاورو همچنین در فیلم بزرگِ تهی به دست استیو اندرسون ساخته شد، در نقش جان پرسن، بازیگری بیکاری که باید کیف دستی آبی‌ای را به یک کابوی در طی مأموریتی در صحرا برساند نقش آفرینی کرد.

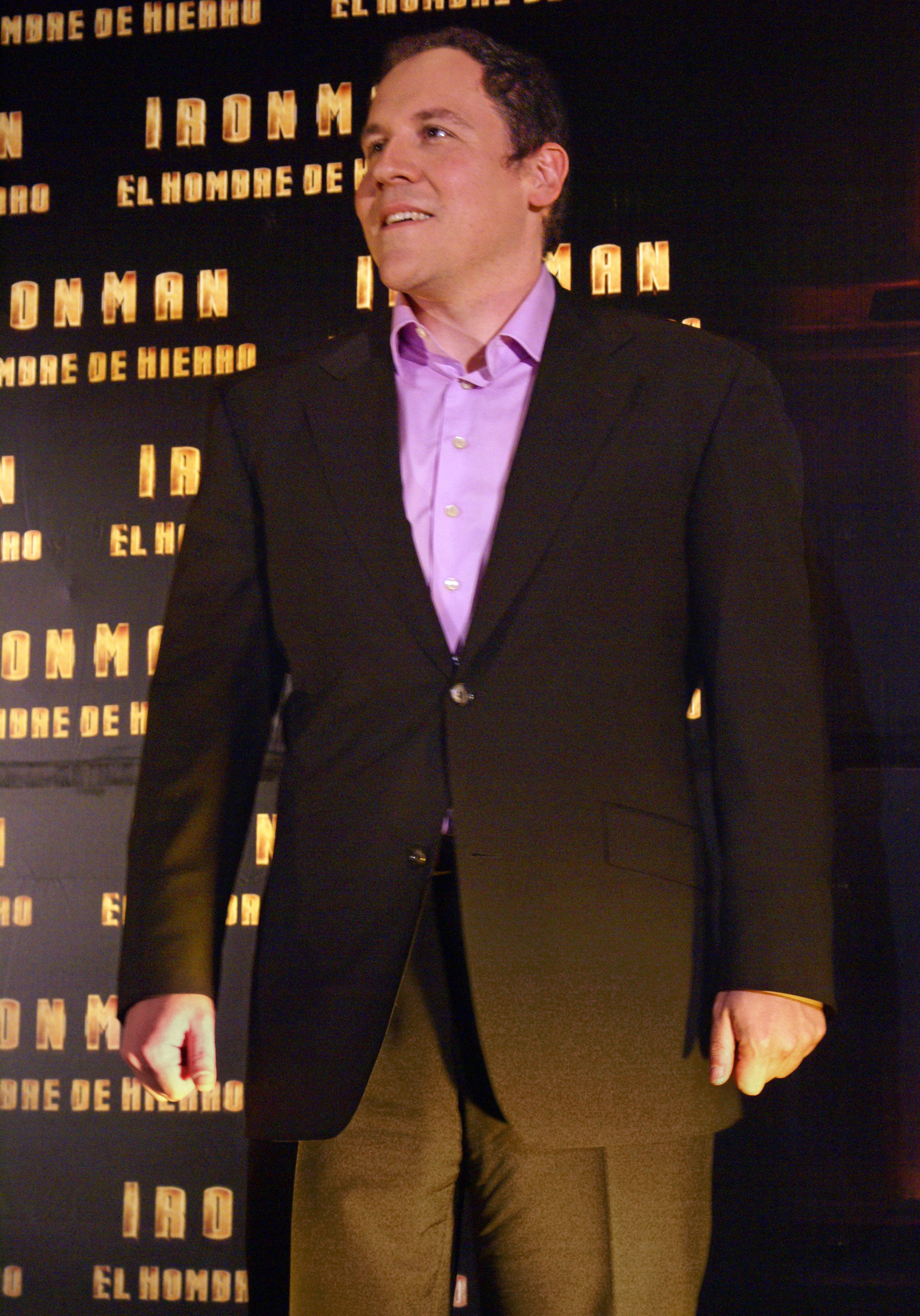
جان فاورو در فیلم مرد آهنی (سال ۲۰۰۸)

### بازیگر-کارگردانی موفق
در سال ۲۰۰۱ فاورو برای اولین بار نمایشنامه‌ای که خود نویسندهٔ آن بود را به تصویر درآورد و موفق شد اولین تجربهٔ کارگردانی خود را در حالی که برای باری دیگر با وینس وان متحد شده بود کسب کند. در پاییز سال ۲۰۰۳ فاورو توانست اولین موفقیت مالی خود را با فیلم الف کسب کند. نقش‌های اصلی این فیلم را بازیگران موفق هالیوودی همچون ویل فرل، جیمز کان و پیتر دینکلیج اجرا کردند. فاورو در همان سال نقش کوچکی را در فیلم یکی باید کوتاه بیاید با هنرمندی داین کیتن و جک نیکلسون برعهده گرفت؛ او در این فیلم، نقش دستیار هری سنبورن (جک نیکلسون) را بازی می‌کرد که در طول فیلم هنگامی که هری در بیمارستان بود به ملاقات او می‌رفت. در ۲۰۰۵، فاورو فیلم زاتورا: یک ماجرای فضایی را ساخت که در واقع برگرفته از فرنچایز زاتورا بود. فاورو در طول این سال به حضور کوتاه در فیلم‌ها و سریال‌های تلویزیونی ادامه داد و در سال ۲۰۰۶ با وینس وان دوباره متحد شد تا فیلم جدایی را بسازد. او همچنین در فیلم نام من ارل است حاضر شد و به عنوان مهمان در شو کمدی وایلد وست حضور یافت.
فاورو همچنین مجموعه تلویزیونی‌ای به نام شام برای پنج نفر ساخت که از شبکه ماهواره‌ای آی‌اف‌سی پخش می‌شد. در ۲۸ آوریل ۲۰۰۶ اعلام شد که فاورو با عوامل فیلم مرد آهنی که بسیاری از مردم منتظر آن بودند به توافق رسیده‌است. این فیلم در تاریخ ۲ مه ۲۰۰۸ منتشر شد و هم از لحاظ مالی و هم از دید منتقدین به یکی از بهترین فیلم‌های ابرقهرمانی تبدیل شد و انقلابی را در صنعت فیلم‌های ابرقهرمانی در دنیای مارول به ارمغان آورد و بنابراین باعث بالا رفتن شهرت فاورو شد.
مرد آهنی اولین فیلمی بود که مارول کامیکس با پارامونت پیکچرز ساخت. فاورو در برخی از صحنه‌های این فیلم حضور یافت که در آن‌ها نقش راننده و دستیار تونی استارک، هپی هوگان را برعهده گرفت. وی همچنین در این زمینه یک مینی-سریال با نام مرد آهنی: لاس وگاس را برای مارول نایتس ساخت که در سپتامبر ۲۰۰۸ منتشر و در نوامبر ۲۰۰۸ لغو شد. فاورو در پی فیلم موفق خود، نسخهٔ دومی از آن را با نام مرد آهنی ۲ ساخت. در سال ۲۰۰۸، او نقش دنور را در فیلم چهار کریسمس با وینس وان و به کارگردانی ست گوردون اجرا کرد.

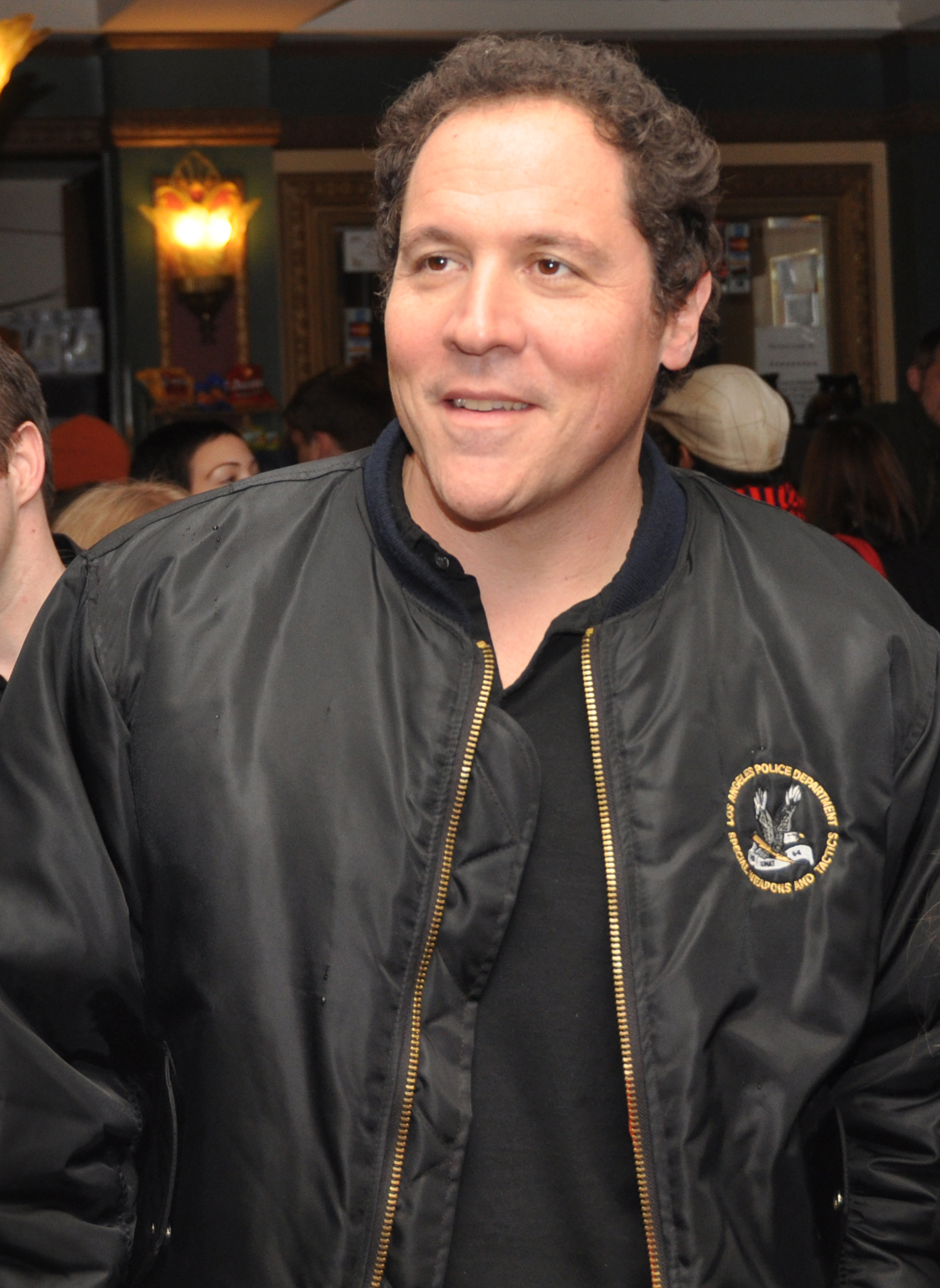
جان فاورو در مارس ۲۰۰۹

فاورو سومین شخصی بود که به عنوان کارگردان فیلم جان کارتر انتخاب شد. این فیلم اقتباسی از داستان‌های ادگار رایس باروز بود. اگرچه فاورو به صورت مستقیم آن را کارگردانی نکرد، ولی به عنوان یک کتابدار (در نقش سیاهی لشکر) حضور یافت. وی در سال ۲۰۰۹ در فیلم کمدی عقب‌نشینی زوج‌ها حضور یافت و نویسندگی آن را برعهده گرفت. وینس وان در این فیلم حضور یافت و کریستین دیویس در کنار او نقش اصلی همسرش را اجرا می‌کرد.
او در مجموعه تلویزیونی پویانمایی جنگ ستارگان صداپیشگی شخصیت «پری ویزلا» را برای ۶ قسمت برعهده گرفت. وی در این مجموعه از سال ۲۰۱۰ تا ۲۰۱۳ برای سه سال حضور یافت.
فاورو در دسامبر ۲۰۱۰ اعلام کرد که کارگردانی فیلم مرد آهنی ۳ را خودش انجام نمی‌دهد و نیز گفت که به تهیه‌کنندگی فیلم انتقام‌جویان که در سال ۲۰۱۲ منتشر شد ادامه خواهد داد. در ادامه اعلام شد شن بلک کارگردانی نسخه سوم این فیلم را برعهده خواهد گرفت.
در ژوئیه ۲۰۱۱، فاورو در یک ویدیو یوتیوب حضور یافت که در آن فردی ونگ و برندن لاتش با استفاده از جلوه‌های بصری تغییرات ایجاد می‌کنند و منجر به ادامه و ساخت فیلم کابوی‌ها و بیگانگان به کارگردانی فاورو می‌شود.
فاورو کارگردانی اولین قسمت مجموعه تلویزیونی انقلاب را برعهده گرفت که در آن در کنار جی. جی. آبرامز تهیه‌کننده آن نیز بود. قسمتی که فاورو آن را کارگردانی کرد در سان فرانسیسکو فیلمبرداری و ضبط شد. این مجموعه تلویزیونی از شبکه ان‌بی‌سی پخش شد.
او در سال ۲۰۱۶ برای والت دیزنی پیکچرز اقتباسی از پویانمایی قدیمی کتاب جنگل را با داستانی کاملاً جدید ولی شخصیت‌های اصلی ساخت که در ۱۵ آوریل ۲۰۱۶ به سینماها آمد و نزدیک به ۱ میلیارد دلار سود ناخالص داشت.
وی به نقش قدیمی و محبوب خود به عنوان هپی هوگان (در سری فیلم‌های مرد آهنی) بازگشت و این نقش را برای باری دیگر در فیلم مرد عنکبوتی: بازگشت به خانه در سال ۲۰۱۷ ایفا کرد و به عنوان پل ارتباطی تونی استارک (مرد آهنی) و پیتر پارکر (مرد عنکبوتی) ظاهر شد. او همچنین در سال ۲۰۱۸ به تهیه‌کنندگی اجرایی فیلم موفق انتقام‌جویان: جنگ ابدیت به کارگردانی برادران روسو پرداخت. او در این فیلم در نقش هپی هوگان نیز ظاهر شد ولی صحنهٔ او از فیلم حذف شد.
او همچنین در فیلم [انتقام جویان: آخر بازی]که پرفروش‌ترین فیلم تاریخ سینماست، نقش کوتاهی را در صحنه خاکسپاری تونی استارک ایفا کرد.

## فیلم‌شناسی
| سال  | عنوان                   | توزیع‌کننده                         |
| ---- | ----------------------- | ---------------------------------- |
| ۲۰۰۱ | ساخته‌شده                | آرتیسان اینترتیمنت                 |
| ۲۰۰۳ | الف                     | نیو لاین سینما                     |
| ۲۰۰۵ | زادورا: یک ماجرای فضایی | گروه سینمایی سونی پیکچرز           |
| ۲۰۰۸ | مرد آهنی                | پارامونت پیکچرز                    |
| ۲۰۱۰ | مرد آهنی ۲              | پارامونت پیکچرز                    |
| ۲۰۱۱ | کابوی‌ها و بیگانگان      | یونیورسال پیکچرز / پارامونت پیکچرز |
| ۲۰۱۴ | آشپز                    | اوپن رود فیلمز                     |
| ۲۰۱۶ | کتاب جنگل               | استودیو سینمایی والت دیزنی         |
| ۲۰۱۹ | شیرشاه                  | استودیو سینمایی والت دیزنی         |